# Andrena melba
Andrena melba là một loài Hymenoptera trong họ Andrenidae. Loài này được Warncke mô tả khoa học năm 1966.